# Cotylolabium
Cotylolabium é um género botânico pertencente à família das orquídeas (Orchidaceae). Foi publicado por Garay em Bot. Mus. Leafl. Harvard Univ., 28(4): 307, em 1982. A espécie tipo é o Cotylolabium lutzii (Pabst) Garay, originalmente publicada como Stenorrhynchos lutzii Pabst. O nome do gênero vem do latim cotyla, cavidade, e labium, lábio, em referência à base côncava do labelo de suas flores.
Trata-se de gênero monotípico cujá única espécie, nada vistosa, existe nos estados do Espírito Santo e Minas Gerais. Apresenta hábito terrestre, ocorrendo em campos abertos, entre 500 e 1000 metros de altitude.
Sua morfologia lembra muito as espécies do gênero Skeptrostachys, do qual se diferencia pelo fato do rostelo de suas flores não apresentar dentes laterais, o pé da coluna ser desprezível e, aparentemente, não possuir o espessamento das glândulas nectárias no labelo.